# Channel 5
Channel 5 és un canal de televisió pública britànic obert l'any 1997. És el cinquè canal terrestre nacional del Regne Unit. El canal és propietat de Channel Five Broadcasting Limited, una filial de propietat total del conglomerat de mitjans nord-americà Paramount Global.
El llançament del canal el 30 de març de 1997, diumenge de pasqua, a les 18 h. presentava les Spice Girls cantant una versió reescrita del hit de Manfred Mann "5-4-3-2-1" com "1-2-3-4-5". Els presentadors Tim Vine i Julia Bradbury van presentar la nació al cinquè canal terrestre del Regne Unit amb mitja hora de previsualitzacions.